# Marcus Élieser Bloch

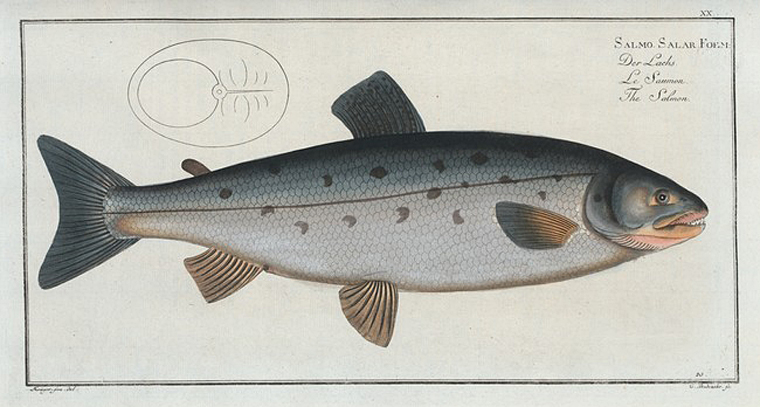
Gravyr föreställande en atlantlax, ur Oeconomische Naturgeschichte der Fische Deutschlands, utgiven av Bloch åren 1782 till 1785.

Marcus Élieser Bloch, född 1723 i Ansbach, död 6 augusti 1799 i Karlsbad, var en tysk medicine doktor, och ansedd som en av 1700-talets mest betydelsefulla iktyologer.
Bloch arbetade som läkare i Berlin. Sin läkartitel till trots är han mest känd för sitt encyklopediska arbete kring iktyologi samt fiskars taxonomi. Bland annat är han auktor för ett stort antal olika arter och andra taxa, exempelvis släktet Trichogaster, vilket inkluderar många labyrintfiskar som ännu idag är vanliga i akvarier.
Mellan åren 1782 och 1795 publicerade han Allgemeine Naturgeschichte der Fische, ett vackert illustrerat verk om tolv volymer, rörande fiskar och deras systematik. De första tre volymerna publicerades 1782–1785. De är betitlade Oeconomische Naturgeschichte der Fische Deutschlands, och beskriver fiskar inhemska för Tyskland. De återstående nio volymerna, Naturgeschichte der ausländischen Fische, rör fiskar från andra delar av världen.
Blochs samling innehållande omkring 1 500 exemplar av fiskar finns idag bevarade på Humboldt-universitetets naturhistoriska museum i Berlin.